# Pommes soufflées

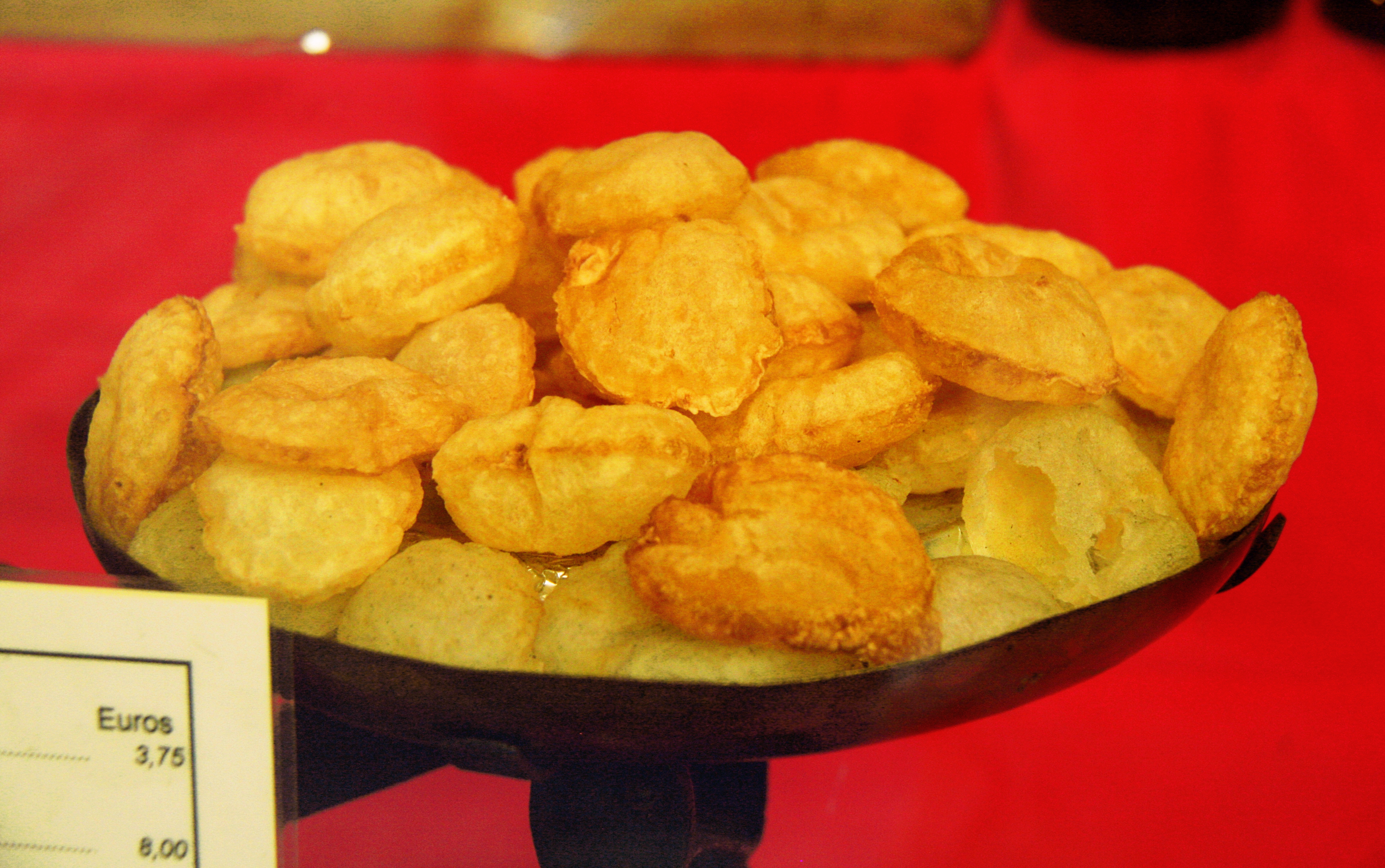
Pommes soufflées.

Las pommes soufflées (del francés patatas hinchadas o patatas huecas) son las patatas cortadas muy finas y fritas en aceite templado para luego freirlas en aceite caliente. Su aspecto es similar al de un balón completamente hinchado. Se suelen servir como guarnición de diferentes platos como puede ser pescados o carnes.

## Historia
Las crónicas culinarias que hacen referencia a su origen, o a la primera vez que se elaboraron mencionan que fue debido a un error culinario. El fenómeno ocurrió en 1837 en la inauguración de la línea ferroviaria de París a Saint-Germain-en-Lay. El menú celebración incluiría solomillo asado con patatas fritas, el cocinero puso a freír las patatas finamente cortadas en rodajas en la hora prevista, pero cuando le avisaron que en la estación cercana de le Pecq el tren se detuvo por problemas técnicos, Collinet (el cocinero) mandó detener la fritura muy a su pesar. Separó las rodajas de patatas semi-fritas y las secó de grasa con la intención de volverlas a freír cuando estuvieran los invitados. Cuando decide volver a freír pone el aceite a calentar, y cuando el aceite está muy caliente comprueba que al incluir las rodajas de patata éstas se hinchan como pelotas. Cada una de las patatas adquiría un color dorado, era como si atrapara una burbuja en su interior. 

## Características
Las patatas se cortan en rodajas muy finas, algunos autores mencionan unos tres milímetros de espesor aproximadamente. Otros mencionan un corte tan fino como permita la estructura de la patata. Otros mencionan un corte regular por los bordes de medio centímetro. Las patatas llevan una doble fritura: La doble fritura se produce de forma secuencial como:
1. Cada una de las finas rodajas se fríe en aceite a una temperatura de 135 °C hasta que se pongan doradas. Llegados a este punto se retiran y se colocan en una toalla secante que retire el exceso de aceite hasta que las patatas alcancen la temperatura ambiente.
2. Una vez reposadas las rodajas se vuelven a freír en un aceite a unos 200 °C, con este aceite las rodajas se inflan. Se dejan escurrir sobre papel absorbente y se espolvorean discretamente con sal. En algunos recetarios se menciona la grasa de vacuno como la más apropiada para esta segunda fritura.[3] En esta segunda fritura no conviene poner demasiadas patatas con la intención de que el aceite no baje de los doscientos grados. Para ello se aconseja tener aceite de oliva en punto de humo.

La patata no debe ser ni demasiado vieja, ni demasiado joven. Lo importante es la cantidad de humedad que posea su carne. Aunque deben elegirse las de tamaño medio y de forma regular, sin muchos hoyos. No deben tenerse mondadas mucho antes de empezar la doble fritura. No deben salarse las patatas antes de las dos frituras, esto cambiaría la condición de humedad y no se inflarían durante la fritura.

## Curiosidades
- Las pommes soufflées se hicieron muy populares en los cafés madrileños como el Café de Fornos ya que se acompañaban con bistecs de carne de ternera.